# Geville

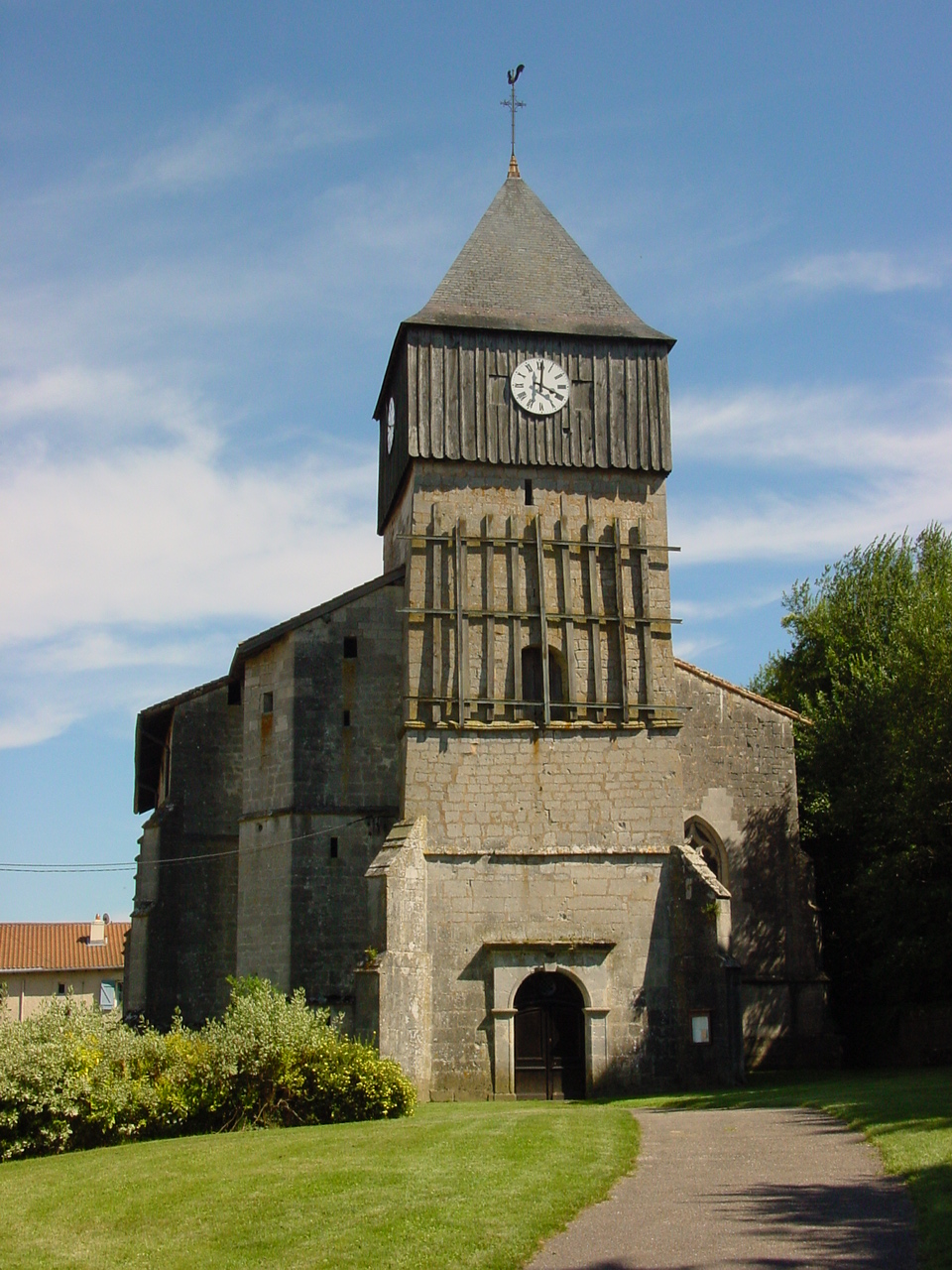
Nhà thờ Gironville ở Geville

 Geville  là một xã thuộc tỉnh Meuse trong vùng Grand Est đông nam nước Pháp. Xã này nằm ở khu vực có độ cao trung bình 280 mét trên mực nước biển.
Sông Rupt de Mad bắt nguồn ở xã này.